# Eupterote decorata
Eupterote decorata är en fjärilsart som beskrevs av Moore 1884. Eupterote decorata ingår i släktet Eupterote och familjen Eupterotidae. Inga underarter finns listade i Catalogue of Life.